# Chảo thép (nhạc cụ)

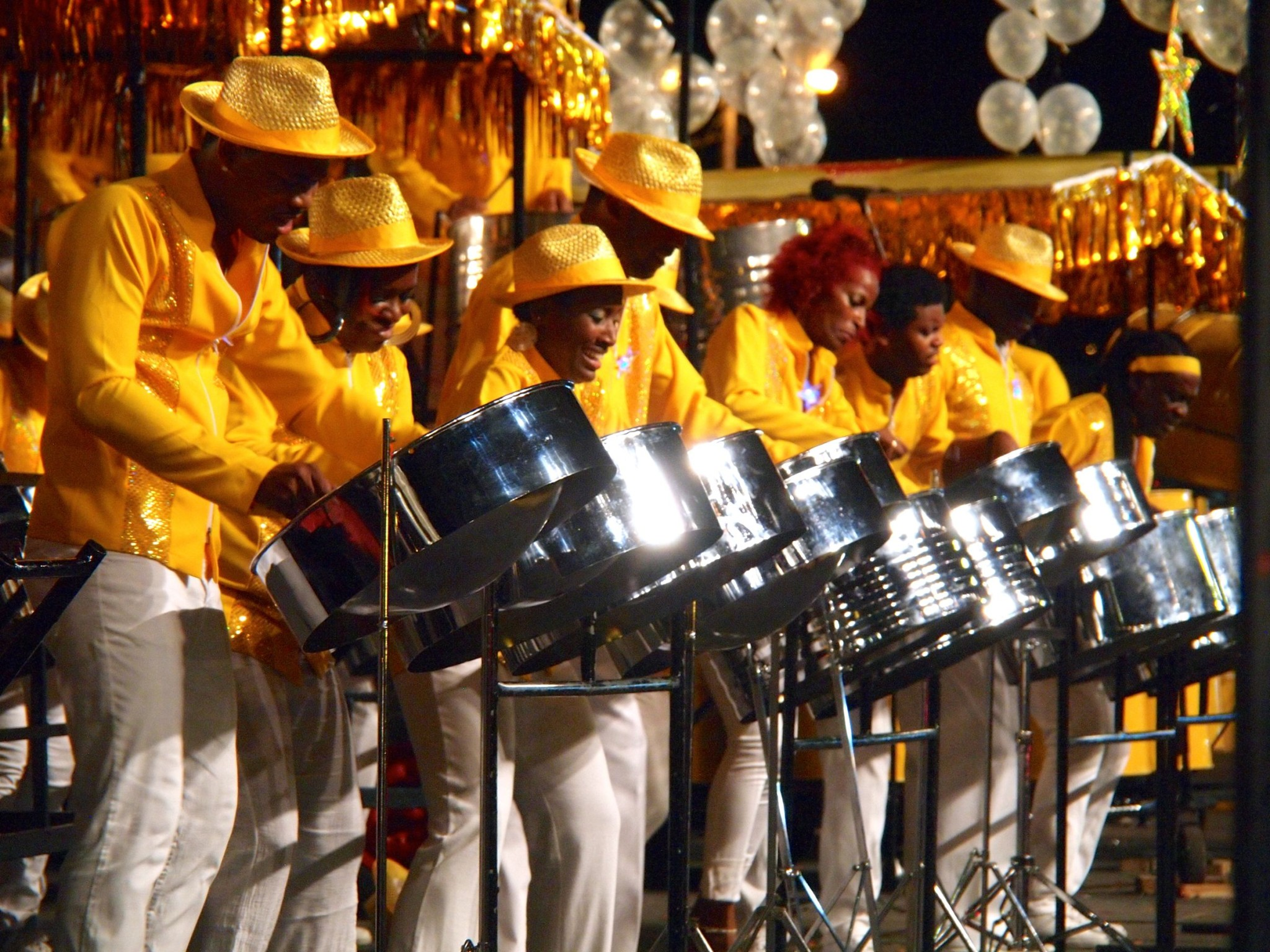
Một ban nhạc chảo thép ở Trinidad và Tobago, 2013

Chảo thép hay trống thép (tiếng Anh: steelpan, steel drum) là một loại nhạc cụ có nguồn gốc từ Trinidad và Tobago.
Năm 2023, Đại hội đồng Liên hợp quốc chọn ngày 11 tháng 8 hàng năm là "Ngày chảo thép thế giới".  Năm 2024, Quốc hội Trinidad và Tobago chính thức công nhận steelpan là nhạc cụ quốc gia của nước này.

## Miêu tả
Chảo thép là nhạc cụ âm giai nửa cung thuộc bộ gõ, được chế tạo lại từ những chiếc thùng phuy kim loại dung tích 200 lít.
Đáy thùng được cắt và đốt nóng ở nhiệt độ phù hợp, sau đó mang đi rèn. Người chế tạo sẽ cẩn thận dùng búa để tạo những điểm lõm bên trong lòng, độ sâu và độ lớn của lõm sẽ quyết định cao độ của âm thanh khi gõ. Chảo sau đó tiếp tục được mài, uốn, đánh bóng tỉ mỉ để tạo độ vang và trong, tránh tạp âm.
Nhạc cụ được gõ bằng hai chiếc dùi đầu bọc cao su, kích cỡ tuỳ theo độ lớn của chảo. Một số nhạc công có thể chơi bốn dùi cùng lúc, mỗi tay dùng hai dùi.

## Hình ảnh

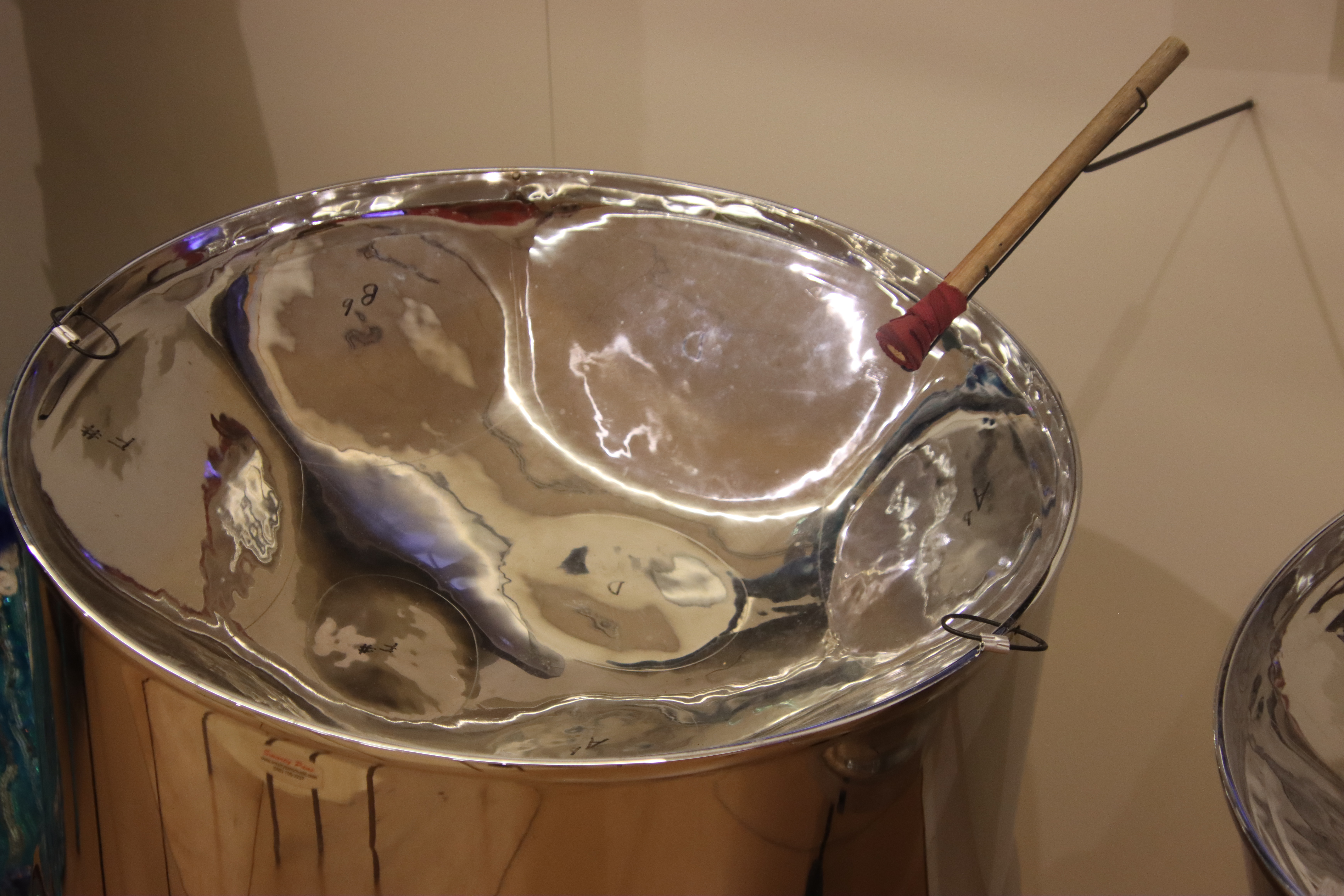
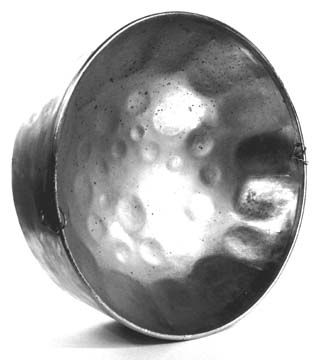
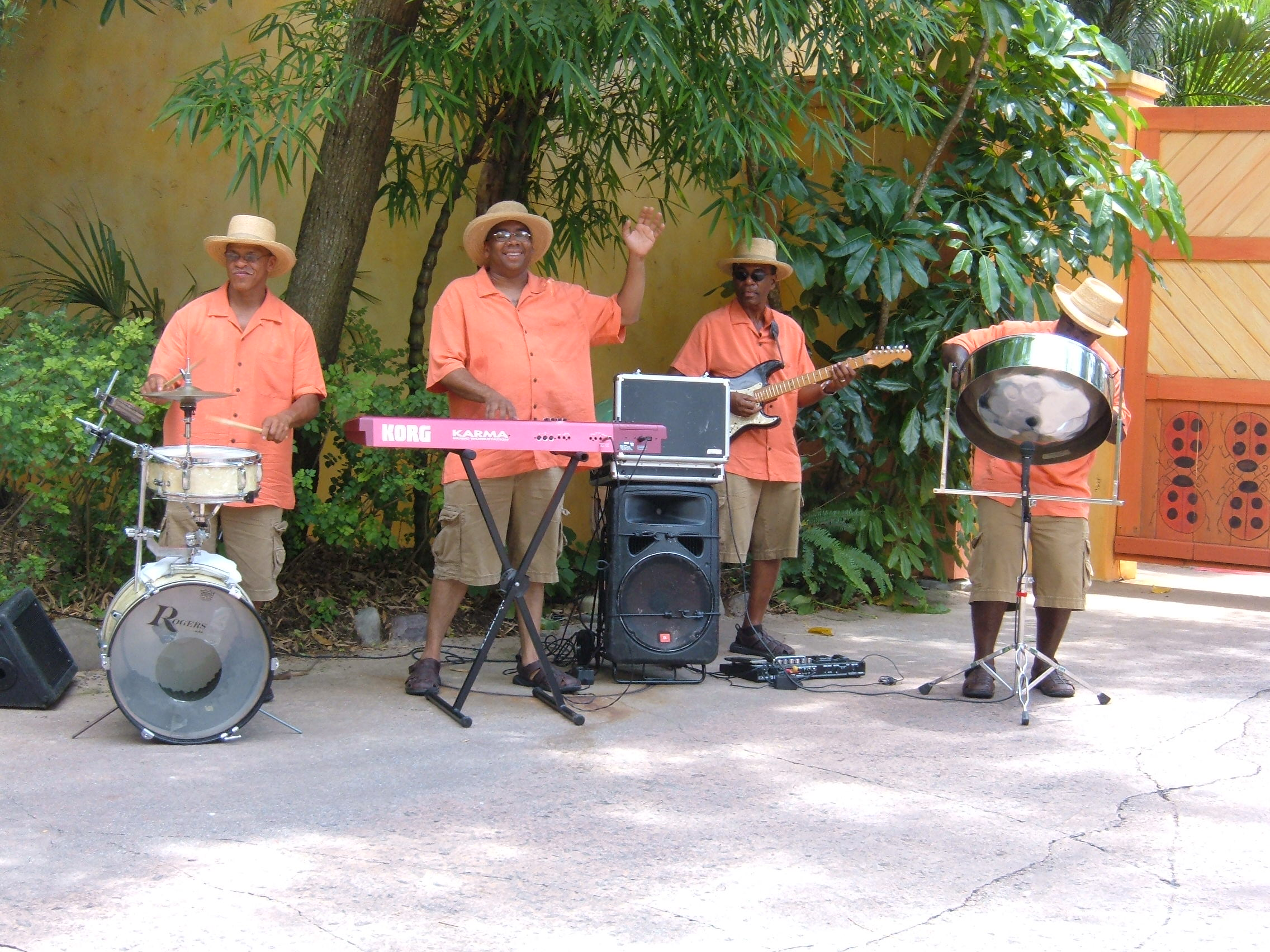